# 獸拳戰隊激氣連者
《獸拳戰隊激氣連者》，是由日本東映製作的《超級戰隊系列》第31部特攝作品，於2007年（平成19年）2月18日至2008年2月10日期間每週日上午7時30分在朝日電視台首播。

## 作品特色
- 以「中國武術」[1]與「動物」為主題的戰隊系列作品，亦為繼《光戰隊覆面人》及《五星戰隊大連者》後第三部以「氣功」為主題為主題的戰隊作品。
- 此作融入了有關功夫片之元素[2]，另外故事中「七拳聖」的名字亦為取自於功夫電影影星如洪金寶、成龍等人[3]。
- 此作則圍繞戰隊及與戰隊主要敵對之一方在經日漸鍛鍊而成長之故事情節。
- 首次出現手套型變身器（激氣Changer）。
- 首次出現正式的紫色戰士（激氣紫）[註 1]。

## 故事概要
獸拳，是一種源自於古代中國，以感受獸之心及取得獸之力的拳法，然而獸拳則分為彼此對立的兩派：一派是象徵正義的「激獸拳 Beast Arts」；而另一派則為象徵邪惡的「臨獸拳 惡形」。
由老虎撫養，並且在森林長大的青年－漢堂將於一次偶然下遇上於進行運送工作時遭到臨獸拳攻擊之激獸花豹拳拳士－真咲美希，而最後雖然美希所運送之物品被臨獸拳奪走，然而她亦因目睹在戰鬥中將所展現之潛力，故而將他帶回其隸屬的體育用品製造商－scrtc的總部，同樣地激獸拳拳聖－斑貓拳拳士Master·夏傅亦於觀察將後亦將其公司開發的激氣Changer給予將，並且讓將與同為訓練生的獵豹拳拳士－宇崎蘭跟美洲豹拳拳士－深見烈成為「獸拳戰隊激氣連者」與臨獸拳對戰。

## 登場角色

### 激獸拳 Beast Arts
激獸拳 Beast Arts，為由獸拳創立人─布魯西·李的七名弟子（即七拳聖）创立的正义兽拳流派。
其拳士們則以從心中感受野獸的激情─「激氣」作為基礎，而其拳技亦被稱為「激技（ゲキワザ）」，而將其激氣加以鍛鍊的話則能引發究極的「過激氣」或與臨獸拳之臨氣相近的「紫激氣」。
其對外身份為全球綜合體育用品製造商─scrtc，然而其主旨則為引入現代體育科學並科學地進化獸拳。
獸拳戰隊激氣連者
为应对临兽拳而成立的部队。
初期則為由將、蘭與烈三人組成的三角小隊，而三人同樣亦代表激氣拳三角真蹄（即「心」、「技」、「體」）之其中一種，並於後來習得過激氣後則能變身為「Super激氣連者」；而後期烈的哥哥豪跟师承布魯西·李之犀牛拳的健亦加入激氣連者。
漢堂 將（かんどう ジャン）／ 激氣紅／ Super激氣紅
演：鈴木裕樹
激獸「老虎拳」拳士。
在森林內被老虎撫養長大的野孩子，後來於一次偶然下救回遇險的美希跟被美希目睹其潛質，故而被對方帶回scrtc總部並開始接受激獸拳修行跟訓練。
擁有感應臨獸拳士現身之能力，而其個性耿直沒有心機，但容易暴躁跟發脾氣，不過對別人的錯也抱包容的心。另外在森林長大的他則會以自創詞彙形容情勢。
為初期三角小隊中代表「體」之拳士，並擁有老虎般的強健體魄及靈敏性；而後期經拳聖哥里·甄的激發下彌補與其相斥的「心」而習得過激氣。
實為激獸「白虎拳」拳士─丹的兒子，童年時其故鄉卻遭到龍的襲擊，隨後卻被其母推下河裏成功送走後被河水飄至鄰近獸源鄉之森林中生活，然而其有關故鄉的記憶卻因不明原因而喪失。
最後便與蘭跟烈將龍封印為慟哭丸後便擔任慟哭丸的保管人，及後亦獨自展開旅程。
其他登場作品：《海賊戰隊豪快者》
宇崎 蘭（うざき ラン）／ 激氣黃／ Super激氣黃
演：福井未菜
激獸「獵豹拳」拳士，而後期更被委任為激氣連者的隊長。
有著不願輸給男生的意志力，而其座右銘跟口頭禪為「毅力」。
於作為大地主的家族出身之獨生女，為能夠外出社會學習而被家人允許上班工作；另外蘭當初為田徑隊的短跑選手，但自遇上夏傅及被對方看中後則改為學習拳術。
為初期三角小隊中代表「心」之拳士，並以快速連環拳擊的戰術為主；而後期經拳聖米歇爾·彭古的激發下彌補與其相斥的「技」而習得過激氣。
深見 烈（ふかみ レツ）／ 激氣藍／ Super激氣藍
演：高木万平
激獸「美洲豹拳」拳士。
具有強烈的自尊心跟洞察力，並且致力於優化拳法以追求新技巧，此外其自身亦擅長繪畫。
與哥哥豪為於教會長大的孤兒，並且亦對豪尤為尊敬，而當初亦與豪立下承諾不能讓自己學習激獸拳，但自從豪下落不明後卻為了體會其哥哥對激獸拳的熱衷而選擇違背承諾。
為初期三角小隊中代表「技」之拳士，戰鬥時則以華麗技巧為主；而後期經拳聖龐·彪的激發下彌補與其相斥的「體」而習得過激氣。
深見 豪（ふかみ ゴウ）／ 激氣紫
演：三浦力
烈的哥哥，為激獸「狼拳」拳士，於修行之22初登場。
個性我行我素，並有著以拳頭輕敲自己額頭說「真麻煩」或「真驚訝」之習慣。
過往與理央跟美希為同期激獸拳訓練生，而當初亦因不想烈捲入戰鬥而不准許他學習激獸拳。後來為了打敗叛變的理央而使用「獸獸全身變」導致變為失去原有意識的狼人後下落不明，然而以狼人型態流浪十餘年的他似乎因其當時修行資質尚淺而奇蹟地變回人類樣貌跟自我意識，甚至其外貌年齡亦沒有增長。
在過往修行期間卻意外讓其自身激氣轉變為與臨氣相近的「紫激氣」，故而不能使用與一般激氣匹配的激氣Changer變身，而他當初甚至更認為其紫激氣則不具正義，然而後來在經美希跟夏目的勸說加上美希亦開發了能與其紫激氣匹配的Gong Changer，重拾信心的豪最後亦成為激氣連者應戰。
戰鬥時以運用泰拳技巧進行近身肉縛戰為主，另外其自身的紫激氣亦能實體化其他激氣獸。
最後在龍被封印後亦帶同巴艾展開旅程。
久津 健（ひさつ ケン）／ 激氣Chopper
演：聰太郎
師承布魯西·李的激獸「犀牛拳」拳士，於修行之27初登場。
當初則為於獸拳聖地─獸源鄉修行，並會作為激氣連者的新加入戰士，然而其個性輕浮且愛偷懶，另外其口頭禪則為「喔！」。
以類似空手道的戰鬥技巧為主，雖然沒有習得過激氣跟紫激氣，但卻能運用激技─「激氣研鑚」將其自身的激氣轉化為能斬切割堅硬物質之鋒利刀刃。
七拳聖
以夏傅為首的七名激獸拳創始者，師承獸拳創始人布魯西·李，為正義而鍛鍊武功。
七人在「激臨之大亂」中不惜使用「獸獸全身變」以增強力量，從此淪為半人半獸的模樣；後來他們亦立下「不鬥之誓」而不會直接參與戰鬥，並以培訓後代獸拳士為主，但亦會因應情況而參與行動。
Master·夏傅
聲：永井一郎
激獸「斑貓拳」拳士，亦為七拳聖之首，是激氣連者、理央、美希的直接師傅。
外貌為年老的獰貓兽人，並以「從生活中修行」為旨培訓激氣連者，另外其身上亦常附帶一個三角鐵。
過往被布魯西·李欽點為其繼承人，而當時夏傅雖打算拒絕對方但卻讓心生羞憤的馬古聯同卡達與拉潔芙背叛師門跟成立臨獸拳。
其他登場作品：《海賊戰隊豪快者》
伊雷漢·金寶
聲：水島裕
激獸「大象拳」拳士，於修行之10初登場。
任職scrtc·Meisters社（scrtc特別開發室的維修部門）之廠長，而其個性開朗悠閒卻帶些好色，另外其居所則為位於山中的小屋。
當初則以神秘身份試探激氣連者三人，隨後亦看中了蘭並向其教授流星鎚術，並以「在遊玩中修行」之教學形式指導蘭以輕鬆冷靜的心態面對事物。
其名字取自於洪金寶。
畢度·李
聲：池田秀一
激獸「蝙蝠拳」拳士，於修行之13初登場。
有著倒吊自己的習慣，而其個性嚴謹卻帶有些許固執。
其拳法是扇子武术，而當初被其扇子武術著迷的烈亦在透過與畢度戰鬥後才成功說服對方教授他，而畢度則以「捨棄其自身所學的武藝」之概念指導烈以「忘我」形式應對戰鬥。
其名字取自於李連杰。
查奇·陳
聲：石丸博也
激獸「鯊魚拳」拳士，於修行之17初登場。
為七拳聖中輩分最小的一員，而其個性明朗但較為粗心跟愛哭。
其拳法是二刀流武術，而當初亦看中擁有強健體魄的將而向之教授武術。
初期為居住於名為青鮫島的孤島上，但後來卻因不便通勤而暫居於伊雷漢的小屋。
其名字取自於成龍。
Master Triangle
於修行之19初登場。
三人皆為代表激氣拳三角真蹄（「心」、「技」、「體」）之拳聖，並且在知悉夏傅被臨獸拳捉走後便回到日本教授將、蘭與烈三人以克服及彌補與其相對的屬性從而引發過激氣。
哥里·甄
聲：大友龍三郎
激獸「猩猩拳」拳士，而初期亦負責引發將之過激氣。
為Master Triangle中的「心」之代表者，而其自身亦為心理醫生兼小說家，並且在紐約也推出自己的小說。
其名字取自於甄子丹。
米歇爾·彭古
聲：田中敦子
激獸「企鵝拳」拳士，而初期亦負責引發蘭之過激氣。
為Master Triangle中的「技」之代表者，而其自身亦為scrtc瑞典分部之高層。
其名字取自於楊紫瓊。
龐·彪
聲：草尾毅
激獸「羚羊拳」拳士，而初期亦負責引發烈之過激氣。
為Master Triangle中的「體」之代表者，而其自身則為於肯亞的國家公園擔任管理員。
其名字取自於元彪。
其他相關角色
真咲 美希（まさき みき）
演：伊藤和枝
scrtc的特別開發室室長，亦為激獸「花豹拳」拳士。
常為激氣連者研發裝備，而與豪跟理央則為同期生；另外其過往曾為不良少女中的總長。
其他登場作品：《魔進戰隊煌輝者》
巴艾
聲：石田彰
於修行之2初登場。
為激獸「苍蝇拳」拳士，擁有透過言靈操縱對手之能力；另外一旦出現獸拳拳士們的巨大戰時便會出現擔任實況解說角色。
在過往「激臨之大亂」中與梅麗對戰時則使用「獸獸全身變」，然而因其招式不完全導致身體縮小，並且遭到梅麗吞進肚子裏，結果在梅麗於「激臨之大亂」中喪失性命後亦隨之而逝，但在梅麗被理央復活後後亦同樣隨之復活，然而其初期必須透過梅麗的臨氣維生，如果長時間離開梅麗的話便會身亡。
後來巴艾因梅麗接受了幻氣導致其自身的激氣與幻氣產生反應而能夠無須透過梅麗的臨氣維生，而最後在梅麗離世跟龍被封印過後便跟隨豪展開旅程。
真咲 夏目（まさき なつめ）
演：桑江咲菜
美希的女兒，於修行之7初登場。
是位自信滿滿的任性少女，故當初亦因而忽略了團隊的默契，但最後在目睹激氣連者戰鬥後亦開始改觀。
最後在龍被封印後亦開始學習激獸拳。
其他登場作品：《魔進戰隊煌輝者》
久津 權太郎（ひさつ ごんたろう）
演：石田太郎
於修行之28初登場。
為健的父親，任職scrtc·Meisters社的技師。
久津 幸子（ひさつ さちこ）
演：井端珠里
健的妹妹，於修行之28初登場。
自母親離世後便擔任家中之母職，亦為健最疼愛之人。
而在龍被封印後便成為scrtc·Meisters社之見習學徒。
丹
參照幻獸拳。
娜美
演：佐藤友紀
於修行之42初登場。
為丹的妻子、將的母親，而其自身亦為激獸拳拳士。
過往在龍襲擊其村莊時則成功把將送走，但隨後卻被龍奪去了性命。

### 臨獸拳 惡形
臨獸拳 惡形，為由背叛了布魯西·李的三名弟子（即三拳魔）创立的邪惡獸拳流派。
奉行弱肉強食的主義，並會透過四處蒐集人類的悲鸣與絕望以增強力量。
其拳士們以「臨氣」作為基礎，而其拳技亦被稱為「臨技（リンギ）」，而將其臨氣加以鍛鍊的話則能引發與激獸拳之過激氣相對的「怒臨氣」。
初期除了理央為唯一活著的人類外，其餘拳士則為被賜予生命復活之逝者；此外其大部分拳士們各自的命名則為與其拳術對應的動物名稱之假名異序詞。
 理央（りお）
演：荒木宏文
臨獸「獅子拳」拳士，亦為臨獸殿殿主及臨獸殿中唯一活著的人类，由於沒有使用過禁斷技「獸獸全身變」，所以作戰時則為凱裝特殊的黑獅子鎧甲。
童年時其家人則遭到龍所杀，不久後卻被追隨氣息而抵達現場的夏傅收留及學習激獸拳，並且與美希跟豪為舊識，然而後來為能變得更強而脫離激獸拳并成为的臨獸殿殿主，另外其與將則為命运中的宿敵。
在目睹將、蘭、烈三人習得過激氣及豪的歸來後，惱羞成憤的理央亦因而習得怒臨氣；其後於三拳魔被打敗後由无间龍推舉下成為幻獸王，在接受「血盟儀式」將自身臨氣轉為幻氣後便蛻變為幻獸王─幻獸「獅鷲拳」拳士。
實際上其命運卻被龍所操縱著，而後期卻曾出現失控暴走之情況，及後亦知悉龍的陰謀後便徹底崩溃，但后來則被將激励下重新振作，而在成功將其身上的幻氣抹滅後并與激氣連者合作擊敗龍。
然而後來因與梅麗有感負罪而向激氣連者提議進行「拳斷」以其性命謝罪卻失敗；其後在龍以真面目面對眾人及殺害梅麗後則對自身施以能讓其身體自爆之臨技，並向將、蘭、烈三人傳授其所有臨技後便闖進龍的體內自爆身亡。
 梅麗
演：平田裕香
臨獸「變色龍拳」拳士，亦為理央的侍從。
為過往「激臨之大亂」中的喪生者之一，但後來被理央賜予虛假的生命復活後便作為其助手，並且對理央有著絕對忠誠心甚至已對其有鍾情之意。
因其拳法特性而擁有變身為人類樣貌之型態，並能夠自行隱形及透過其柔韌的長舌頭攻擊與點穴，而其使用武器為一把鐵扇跟兩把鐵尺；其後於一次與健進行堂堂正正的戰鬥時卻被龍的煽風點火下卻意外被對方怪責使用卑鄙手段，有感惱怒的梅麗亦因而習得怒臨氣。
在三拳魔被消滅後則聽從龍的幻獸拳建議，在接受「血盟儀式」將自身臨氣轉為幻氣後便蛻變為能活用火焰攻擊之四幻將─幻獸「鳳凰拳」拳士。
後來在知曉龍的目的後不久卻被對方捉走，但最後卻被激氣連者跟理央救回，其後繼而成功將其身上的幻氣抹滅後便與激氣連者合作擊敗龍。然而梅麗隨後亦因與理央有感負罪而同樣試圖透過「拳斷」以其性命謝罪卻失敗，接著亦在龍以真面目而面對眾人時卻為救將、蘭、烈三人而被龍殺害，最後便於理央的懷抱中化為沙子。
其他登場作品：《宇宙戰隊九連者 VS SPACE SQUAD》
三拳魔
以雄鉤為首的三名臨獸拳創始者，跟七拳聖一樣師承獸拳創始人布魯西·李，因布魯西·李传位於夏傅而心生不满並走入歧途（實為龍的挑撥），而三人不但背叛師門，甚至還親手殺害了布魯西·李，為了證明自己的力量，將自己的拳法命名為「臨獸拳」。
在「激臨之大亂」中被同為布魯西·李之弟子的七拳聖所封印，而其灵魂亦被封印在拳魔手鐲（）內，但後來三人亦透過指示理央跟梅麗以五毒拳之首的布拉科之「真毒」復活。
其三人的秘傳臨技為「慟哭丸」，能將其對象以球型岩石型態封印；而後期三人在獸源鄉再次與七拳聖對戰時亦對七人施以「慟哭丸」封印後便摧毀獸源鄉，但最後卡達跟馬古則先後被激氣連者消滅；至於拉潔芙則為被龍殺害。
後來三拳魔則在將、蘭、烈三人接受了理央之臨技傳授後則被帶到夢境中之臨獸殿時亦向三人傳授其臨技。
空之拳魔 卡達
聲：納谷六朗
臨獸「鷹拳」拳士，於修行之11正式登場。
以「憎恨」創造力量，而其本身則附有可飛行的翅膀，使用武器為一把雙頭眉尖刀，另外其率領的臨臨屍部隊為「飛翔拳」。
為首位被理央復活之拳魔，而當初其遺骸則為沉睡於一處山麓中，而其對理央的稱呼為「年輕獅子」。至於卡達本身則認為「死鬥當中有修行」，故此大多以實戰教授理央。
然而最後在獸源鄉被摧毀後不久則被激氣Chopper聯同剛被喚醒的犀大王消滅。
海之拳魔 拉潔芙
聲：幸田直子
臨獸「水母拳」拳士，於修行之15正式登場。
以「嫉妒」給予力量，而使用武器為一把長杖，並能以其觸手般的頭髮攻擊及施毒。
為第二位被復活之拳魔，而當初其遺骸則為沉睡於海洋中，並由梅麗喚醒她，而其實戰教學不及卡達多，但亦看中梅麗的潛質而同樣鍛練她。另外過往拉潔芙亦曾迷戀夏傅，故而稱謂夏傅為「Darling」。
然而最後在目睹巨大化的馬古與激氣連者決戰期間卻被龍殺害。
大地之拳魔 馬古
聲：柴田秀勝
臨獸「熊拳」拳士，於修行之22正式登場。
為三拳魔之首，並以「憤怒」掌管力量，甚至亦習得怒臨氣，而戰鬥時則擅長以雙手腕上的勾爪進行撕裂攻擊。
過去曾為布魯西·李的十名弟子中最有天賦的一位，更被視為繼承人首選，然而在知悉布魯西·李傳位予夏傅時對方則為拒絕後，認為此事則為對自己恥辱的馬古便惱羞成怒，結果則聯同卡達跟拉潔芙背叛師門後則成立「臨獸拳」，甚至亦殺害布魯西·李。他在「激臨之大亂」中被七拳聖封印後，也令龍培育其成為幻獸王的計劃失敗並將目標轉移至理央身上。
其遺骸則為藏在臨獸殿的地底，而同樣亦因其自身的危險性而被對方挖去作為維持拳魔生命之肝膽，至於其肝膽當初則由鯊奇保管，但鯊奇卻意外將其丟失，並且亦被一個家族財團拾獲後更成為對方的傳家之寶，而最後其肝膽還是被梅麗奪走後便予之復活，但復活後的馬古則以其怒臨氣將理央制服後便重新成為臨獸殿殿主。
後來在理央跟梅麗沐浴了犀大人的獸力開花之能量以及卡達被消滅後則率領臨屍們進攻城市，而在不敵已沐浴獸力開花之能量的激氣連者後便已巨大化型態迎戰對方，但最後還是被對方以犀大人激氣Fire型態消滅。
巴艾
參照激獸拳 Beast Arts。
臨屍、臨臨屍
其全為透過古代臨獸拳秘術復活之逝者拳士們，但擁有的生命則為虛假的，另外兩者在被擊敗後其身軀則會化為沙子消失。
其中臨屍為下級拳士，他們須於試驗之房通過考驗後便會轉變為上級拳士之臨臨屍，並能使用臨技─「獸人邪身變」將自己變為與其相應之獸拳的動物獸人型態及擁有相應的獸拳特性，甚至亦能透過使出與激獸拳的「倍倍分身拳」對應之「邪身豪天變」將自身巨大化。
臨屍的設計原型為僵尸。
五毒拳（ごどくけん）
於修行之3初登場。
五人皆為臨臨屍的精英部隊，而各自所使用之拳法及特性皆為有毒動物。
理央召喚五毒拳之目的則為能獲得五人中的其中一人擁有的可讓死者復生之秘傳臨技─真毒，而最後在卡德姆、摩利也、馬加與索莉莎先後被激氣連者消滅後，理央跟梅麗亦證實擁有真毒的則只有餘下的布拉科，然而布拉科亦曾運用真毒讓自己擁有真正生命及復活被擊敗的卡德姆與摩利也，並且試圖拉攏梅麗背叛理央，但最後梅麗亦在與布拉科的單挑對戰中將其餘下的三枚真毒奪走後繼而將對方消滅；至於被復活的卡德姆跟摩利也亦在與激氣連者三人的對戰中再次被擊敗。

### 幻獸拳
幻獸拳，為超越激獸拳與臨獸拳的終極拳法。
除了龍本身為幻獸以及分別作為其分身體的三陽跟被龍操縱之蘇格外，其餘拳士則為於習得超越野獸之力量後便向幻獸學習以掌握其力量，並且在透過龍進行「血盟儀式」將其自身氣息轉化為「幻氣」後而蛻變之拳士。
幻獸拳士共分為13個流派，而每個流派皆各自代表其中一種幻獸。至於幻獸拳則以幻獸王為首，並由四幻將負責守衛他，同樣地每位四幻將皆有兩名雙幻士負責提供輔助及支援。
除幻獸王外，其餘12人同時對應十二地支，而當中四幻將更對應了四象。
幻獸王 理央
幻獸「獅鷲拳」拳士，參照臨獸拳 惡形。
四幻將
為負責守衛幻獸王之四位拳士。
龍
演：川野直輝
於修行之23初登場。
為幻獸「龍拳」拳士，並作為「血盟儀式」之擔任人。
初期常在梅麗跟理央身旁神出鬼沒，而在三拳魔被消滅後亦推舉兩人成為幻獸拳拳士，但實際上其自身則為心懷鬼胎。
其真面目為是古今世界各地傳說中流傳之「龍」的根源─無間龍（むげんりゅう），為擁有多個龍的頭部及麒麟身軀之巨大幻獸，甚至能夠不死不老，正因如此為能替自己解悶而以玩弄他人命運為樂，包括讓三拳魔創立臨獸拳；因目睹理央能夠成為幻獸王破壞一切而殺害其家人，並一直煽動理央背叛激獸拳；及後在丹與理央進行對決時亦暗中伏擊丹，隨後更為消滅丹存在之證據甚至襲擊丹的村莊。
及後在激氣連者與理央跟梅麗知道其計劃後繼而被對方聯手擊敗，然而隨後卻透過三陽重生；後來在激氣連者跟理央與梅麗進行「拳斷」時則聯同三陽出現於眾人面前，並且在吃掉三陽後則以真面目與眾人對戰，期間更導致理央跟梅麗的犧牲，但最後則被將、蘭、烈三人以從三拳魔習得之臨技「慟哭丸」封印，並由將負責保管成為慟哭丸的龍。
三陽
聲：梅津秀行
於修行之36初登場。
為幻獸「巴西利斯克拳」拳士，並擁有操縱重力之能力，然而其個性口無遮攔且直接，因此經常透露龍的計劃。
實為龍之分身體，並作為龍之不死身的一部分，故在龍被激氣連者與理央跟梅麗擊敗時則讓之重生，而最後在龍以真面目面對眾人時則被其吃掉。
丹／蘇格
演：大葉健二（人類時期）
幻獸「喀邁拉拳」拳士，於修行之37初登場。
其身体的右半部分則由各种生物的头骨融合而成，並擁有仿效各種兽拳拳法之能力，然而其則不會說話，並只會聽從幻獸王理央之命令。
其真實身份為激獸「白虎拳」拳士─丹，為將的父親以及豪、理央跟美希之師兄，而其外號為「白虎之男」。
他於與背叛激獸拳之理央對戰時則遭到龍之伏擊，最後傷重逝世。然而隨後龍則將其激獸魂取走並重置在棺材創造新肉體而成為其操縱的傀儡。
後來眾人亦意外知曉其與將兩人的父子關係，而在數次與將對戰跟呼喊下最後亦成功恢復其原有意識，及後在要求將把其肉體摧毀後便短暫以靈魂形式鼓勵及認可其兒子後便消失。
梅麗
幻獸「鳳凰拳」拳士，參照臨獸拳 惡形。
双幻士
為負責輔助四幻將之拳士們，而每位四幻將則有兩名雙幻士侍從。
下列為介紹四幻將旗下的双幻士：
龍：幻獸「尋水獸拳」 蘇喬＆幻獸「摩羯拳」 多羅
三陽：幻獸「弥诺陶洛斯拳」 西尤＆幻獸「凱托斯拳」 戈尤
蘇格：幻獸「哈奴曼拳」 蕭恩＆幻獸「刻耳柏洛斯拳」 寇
梅麗：幻獸「皮克西拳」 希佐＆幻獸「獨角獸拳」 哈克

### 激氣獸／臨獸
激氣獸
為激氣連者以激氣技─「來來獸」，運用其激氣實體化之大型野獸；另外初期激氣紅、黃、藍以實體化其各自的激氣Tiger、激氣Cheetah與激氣Jaguar的激氣技則為「獸拳合體」。
 激氣Tiger
主要由激氣紅運用其激氣實體化及操縱之老虎外貌的激氣獸，於修行之2初登場。
其力量跟柔韌性較為優越，並能運用其雙前足的爪子進行撕裂攻擊；另外激氣紫亦能運用其自身紫激氣將激氣Tiger實體化。
為激氣鬥者／激狼鬥者的頭部、身驅及雙手臂。
 激氣Cheetah
主要由激氣黃運用其激氣實體化及操縱之獵豹外貌的激氣獸，於修行之2初登場。
擅長速度戰，並擁有驚人的爆發力。
為激氣鬥者的右腿。
 激氣Jaguar
主要由激氣藍運用其激氣實體化及操縱之美洲豹外貌的激氣獸，於修行之2初登場。
以其輕巧體型及機動性作為優勢，而其頭部則配戴一副太陽眼鏡；另外激氣紫亦能運用其自身紫激氣將激氣Tiger實體化。
為激氣鬥者／激狼鬥者的左腿。
 激氣Elephant
主要由激氣黃運用其激氣實體化之大象外貌的激氣獸，於修行之11初登場。
其體型龐大，然而其速度尤為敏捷，至於其鼻子前端亦附有鐵球─Ele Hammer Ball。
 激氣Bat
主要由激氣藍運用其激氣實體化之蝙蝠外貌的激氣獸，於修行之14初登場。
能善用其附有激氣的翅膀進行纏繞攻擊，另外其雙肩亦能發射導彈激氣Missile。
 激氣Shark
主要由激氣紅運用其激氣實體化之鯊魚外貌的激氣獸，於修行之18初登場。
擅長水中戰，並能夠在水中快速移動及抵禦深海水壓。
 激氣Gorilla
主要由Super激氣紅運用其激氣實體化及操縱之猩猩外貌的激氣獸，於修行之21初登場。
其雙前足為滑輪，能予其在地上進行高速滑行；至於其招式則為透過叩打胸部產生衝擊波之「哥里哥里波」。
為激氣Fire的頭部、身驅及雙手臂。
 激氣Penguin
主要由Super激氣黃運用其激氣實體化及操縱之企鵝外貌的激氣獸，於修行之21初登場。
其透過飛行噴射滑板Jet Board滑行，而Jet Board亦能製造光束繩索Jet Rope予激氣Gorilla攀行；至於其招式則為透過激氣Gazelle踢擊Jet Board後突刺攻擊之「Penguin彈」。
為激氣Fire的右腿（須與Jet Board組合）。
 激氣Gazelle
主要由Super激氣藍運用其激氣實體化及操縱之羚羊外貌的激氣獸，於修行之21初登場。
其四足則附有滑輪；至於其招式則為以雙後足踢擊之「Gazelle腳」。
為激氣Fire的左腿。
 激氣Wolf
由激氣紫運用其紫激氣實體化及操縱之狼外貌的激氣獸，於修行之25初登場。
其招式為「狼狼彈」，為透過咬著其刀片狀的尾巴攻擊或作為回力鏢之用。
為激狼鬥者的右腿。
 獸拳神 犀大人／獸拳巨神 犀大王
獸拳之神，於修行之34初登場。
原為由七拳聖以操獸刀雕刻的石像，但後來則被激氣Chopper透過操獸刀成功激活而轉化為巨獸，而同樣地操縱須透過操獸刀操縱。
犀大人為巨大犀牛型態，並以其前端刀片狀的角攻擊，而其角亦能釋放可增強拳士力量之能量的「獸力開花」；至於犀大王則為巨人型態，並以由犀大王的頭部跟角變型的「碎大劍」與盾牌作為武器，而激氣Chopper亦能透過其激氣鑽研延長碎大劍之刀刃，至於其必殺技則為對敵人「大」字斬之「大大碎大斬」。
臨獸
為理央跟梅麗以臨技─「招來獸」，運用其臨氣實體化之大型野獸，於修行之33初登場。
 臨Leo
由理央運用其臨氣實體化及操縱之獅子外貌的臨獸，而其招式則為從口中吐息能量波之「獅子吼」。
 臨Chameleon
由梅麗運用其臨氣實體化及操縱之變色龍外貌的臨獸，並擅長運用其柔韌的長舌頭進行鞭擊。

#### 合體型態
激氣鬥者
由激氣Tiger、激氣Cheetah與激氣Jaguar合體之大型巨人，於修行之2初登場。
其使用武器為由其激氣獸各自的尾巴組合之三節棍激氣Setsubon；至於其必殺技則為透過高速橫向旋轉連環拳擊之「大頑頑拳」以及高速旋轉雙腿之「大頑頑腳」。
激氣象鬥者
為激氣鬥者與激氣Elephant之合體型態，於修行之11初登場。
以流星鎚Ele Hammer作為武器；至於其必殺技則為透過高速橫向旋轉連環揮動Ele Hammer攻擊之「大頑頑丸」。
激氣蝙蝠鬥者
為激氣鬥者與激氣Bat之合體型態，於修行之14初登場。
能透過其背部的蝙蝠翅膀飛行及進行空中戰；至於其必殺技分別為透過高速橫向旋轉製造龍捲風後以蝙蝠翅膀斬擊敵人之「大分分扇」及於空中以蝙蝠翅膀連環斬擊敵人之「扇扇斷斬」。
激氣鯊魚鬥者
為激氣鬥者與激氣Shark之合體型態，於修行之18初登場。
擅長水中戰，並能抵禦深海的水壓，而其武器則為依附於雙手臂的雙刃Shark Saber；至於其必殺技則為透過高速旋轉其鯊魚頭部對敵人衝擊之「大頑頑斬」。
激氣鬥者狼
為激氣Wolf取代作為激氣鬥者右腿的激氣Cheetah之合體型態，於修行之25初登場。
使用武器為由激氣Wolf的尾巴變形之刀刃Wolf Cutter；至於其必殺技則為將紫激氣集中於咬著Wolf Cutter的激氣Wolf後予以敵人膝斬攻擊之「大狼狼腳」。
激氣蝙蝠狼
為激氣鬥者狼與激氣Bat之合體型態，於修行之38登場。
其招式則為於空中施展大頑頑腳之「大兄弟腳」。
激氣臨鬥者
為激氣鬥者與臨Leo跟臨Chameleon之合體型態，於修行之33初登場。
使用武器為由臨Leo的尾巴變形之大刀激臨劍；至於其必殺技則為透過高速橫向旋轉時以激臨劍連環斬擊之「激激臨臨斬」。
犀大激氣鬥者
於修行之42初登場。
為激氣鬥者、激氣Wolf與犀大人的組合陣型；至於其必殺技為「碎大頑頑拳」，以透過激氣鬥者的「大頑頑拳」及激氣Cheetah、Jaguar與Wolf圍繞犀大人高速奔馳所產生的龍捲風將敵人吹起後則由Cheetah、Jaguar與Wolf對之衝擊，最後便由激氣鬥者以「大頑頑拳」拳擊敵人後則由犀大人以其角予以敵人斬擊。
犀大激氣臨鬥者
於修行之47登場。
為激氣臨鬥者、激氣Wolf與犀大人的組合陣型；至於其必殺技為「碎大激臨斬」，以透過激氣Cheetah、Jaguar與Wolf對敵人衝擊後便由激氣臨鬥者以「激激臨臨斬」予以敵人斬擊。
激氣Fire
由激氣Gorilla、激氣Penguin與激氣Gazelle合體之大型巨人，於修行之21初登場。
擅長運用格鬥技戰鬥，並擁有怪力；至於其必殺技則為以燃燒其雙拳頭後便透過縱向旋轉雙手臂時連環拳擊之「頑頑關節落」。
激氣鯊魚Fire
為激氣Fire與激氣Shark之合體型態，於修行之22初登場。
其必殺技為「斬斬Saber斬」，以透過依附於雙手臂的Shark Saber連環斬擊。
激氣象Fire
為激氣Fire與激氣Elephant之合體型態，於修行之23初登場。
其必殺技為「彈彈Hammer崩」，以透過揮動Ele Hammer給予敵人強烈的鐵球敲擊。
激氣蝙蝠Fire
為激氣Fire與激氣Bat之合體型態，於修行之24初登場。
能透過其背部的蝙蝠翅膀飛行及進行空中戰；至於其必殺技則為透過飛行對敵人連環拳擊之「分分Fan拳」。
犀大激氣Fire
於修行之35初登場。
為激氣Fire、激氣Wolf與犀大人的組合陣型；至於其必殺技為「Fire碎大突擊」，以透過激氣Penguin、Gazelle與Wolf對敵人衝擊後則由犀大人以其角突刺攻擊，而最後則由激氣Fire以「頑頑關節落」將敵人擊敗。

### 其他角色
布魯西·李
演：甲斐將馬
獸拳創始人，於修行之32初登場。
為七拳聖與三拳魔的師父，而使用拳法為「犀牛拳」。
過往因選擇夏傅為其繼承人而被心生憤怒的馬古煽動卡達跟拉潔芙殺害及日後創立「臨獸拳」的主因。而在「激臨之大亂」過後，其激氣魂則在獸源鄉內被七拳聖以犀大王石像作為供奉。

## 激氣連者的裝備
共同裝備：
激氣Changer
除了豪／激氣紫外其餘激氣連者之手套型變身器。
具有通訊功能，而將、蘭與烈須對激氣Changer注入激氣才能變身，然而其則對紫激氣擁有者（豪）不能產生作用；另外健的犀Blade亦為收納於其激氣Changer內。
激氣Suit
為激氣連者於變身後著裝之強化服。
具有因應著裝者體內的激氣而產生反應之機能；另外將、蘭、烈於習得過激氣跟使用Super激氣爪後則能強化變身為Super激氣連者後其激氣Suit亦附有複數噴氣孔以進行飛行及高速移動。
      激氣紅、黃、藍的共同裝備：
激氣Tonfa
除了激氣紅外其餘兩人的武器，於修行之2初登場。
兩人皆各配備兩把激氣Tonfa，並分為兩種型態：一種為「雙拐」型態，主要由激氣藍使用；而另一種為將兩把激氣Tonfa併結之「長棍」型態，並主要由激氣黃使用。
激氣Bazooka
三人的必殺火箭炮武器，於修行之8初登場。
於初期使用時須由激氣黃與激氣藍需時注入激氣充能，而在充能期間則由激氣紅負責與對手戰鬥以免兩人遭到對手干擾，並在充能完畢後三人則會對敵人發射能量光束「激激炮」將對方擊敗。
後來因應三人日益修行之鍛鍊讓其激氣逐漸增強，故激氣Bazooka的充能時間亦逐漸縮短；而在三人習得過激氣後亦能釋放威力更強的能量光束「Super激激炮」。
Super激氣爪
於修行之20初登場。
為已習得過激氣的三人之爪型強化變身裝備兼武器，三人將其過激氣注入Super激氣爪後則能變身為Super激氣連者。
個人裝備：
 激氣紅
激氣Nunchaku
於修行之2初登場。
為老虎造型之雙截棍，而激氣紅在使用時亦能注入其激氣以增強其威力。
激氣Sabre
鯊魚造型之兩把柳葉刀，於修行之17初登場。
具有輕薄靈活之刀刃以應用於戰鬥及抵禦對手攻擊，而兩把刀亦能併結組合為一把大刀以增強其威力。
 激氣黃
激氣Hammer
於修行之10初登場。
為象造型之流星鎚，而激氣黃在使用時亦能注入其激氣以伸長其鎖鏈進行遠距攻擊。
 激氣藍
激氣Fan
於修行之14初登場。
為蝙蝠造型之鐵摺扇，並具攻防一體之特性。另外其摺扇亦能分裂為兩把，能予激氣藍進行飛行攻擊。
 激氣紫
Gong Changer
豪／激氣紫的腕環型裝備，於修行之25初登場。
其設有小型鑼，能進行「變身」、「通信」以及增幅紫激氣攻擊之用。
 激氣Chopper
犀Blade
健／激氣Chopper的刀掌型變身器兼武器，於修行之28初登場。
平時則為收納於健的激氣Changer內，並具有兩種型態：一種為能從其手指尖部分發射鋒利子彈之犀Blade Finger；而另一種則為以其附設刀刃進行近身斬擊之犀Blade Cutter。
另外犀Blade亦能與Super激氣爪組合為Super犀Blade，並能予擁有過激氣的Super激氣連者使用。
操獸刀
犀牛造型之短刀，於修行之29初登場。
為獸拳中的秘寶，除了作為獸源鄉之通關鑰匙外，亦具超越時空之作用，另外其亦為犀大人／犀大王之操縱媒介。
原由健所保管，然而健在其偷懶旅程中卻將其賣掉，然而最後則成功取回。

## 設定
獸拳
一種源自古代中國的拳法，並擁有約四千年之歷史。
獸拳之創立人為布魯西·李，而其膝下則有十名弟子，然而其中三人（即三拳魔）因遭到龍的煽動而背叛及殺害布魯西·李，並且自立邪惡獸拳流派「臨獸拳 惡形」；至於餘下七人（即七拳聖）則繼承了布魯西·李的遺志，並建立正義獸拳流派「激獸拳 Beast Arts」。
臨獸殿
臨獸拳之據點。
為建立於山上的寺院建築，而其環境周圍皆佈滿臨氣。
然而最後則在激氣連者、理央跟梅麗於與龍的首次對戰中被大火燒毀。
激臨之大亂
為過往激獸拳與臨獸拳兩派之間的大戰，而大戰結局則為以臨獸拳三拳魔遭到激獸拳七拳聖封印作為完結。
獸源鄉
獸拳之聖地。
其外觀為大型樹木，而樹木內則設有湖畔，而同樣犀大人之石像亦為設於樹木內。
然而最後則在三拳魔燒毀。

## 製作團隊
製作人員：
- 原作：八手三郎
- 製作人：
  - tv asahi：八木征志
  - 東映：塚田英明、宇都宮孝明
  - 東映Agency：矢田晃一

- 劇本：橫手美智子、荒川稔久、吉村元希、會川昇、中島一基、小林雄次
- 導演：中澤祥次郎、渡邊勝也、竹本昇、諸田敏、辻野正人、加藤弘之
- 動作導演：石垣廣文、竹田道弘、新堀和男
- 配樂：三宅一德
- 特攝導演：佛田洋
- 製作：tv asahi、東映、東映Agency

皮套演員：
-  激氣紅：福澤博文
-  激氣黃：人見早苗
-  激氣藍：竹内康博
-  激氣紫：清家利一
-  激氣Chopper：渡邊淳
-  理央（凱裝型態）：今井靖彦
-  梅麗（獸人型態）：蜂須賀祐一

## 播放列表
以下時間以當地時間（日本時間）為準：
| 日本首播日期 | 集數 | 標題 （日語）（漢譯）              | 主役臨獸拳一方／幻獸拳雙幻士 | 編劇       | 導演       |
| ------------ | ---- | ---------------------------------- | --- | ---------- | ---------- |
| 2007/02/18   | 1    | 尼基尼基！激獸拳                   | - 臨獸螳螂拳 馬其利卡 （聲：土田大）                                                                                                 | 橫手美智子 | 中澤祥次郎 |
| 2007/02/25   | 2    | 瓦基瓦基！獸拳合體                 | - 臨獸螳螂拳 馬其利卡 （聲：土田大）                                                                                                 | 橫手美智子 | 中澤祥次郎 |
| 2007/03/04   | 3    | 希奧希奧！掃除力                   | - 臨獸水牛拳 牛也 （聲：佐藤正治）                                                                                                   | 橫手美智子 | 渡邊勝也   |
| 2007/03/11   | 4    | 索瓦索瓦！五毒拳                   | - 臨獸五毒拳 | 橫手美智子 | 渡邊勝也   |
| 2007/03/18   | 5    | 烏賈烏賈！該怎麼辦才好？           | - 五毒拳 臨獸蜈蚣拳 卡德姆 （聲：下山吉光）                                                                                          | 橫手美智子 | 竹本昇     |
| 2007/03/25   | 6    | 祖瓦！誒，是什麼？                 | - 五毒拳 臨獸壁虎拳 摩利也 （聲：坂口候一）                                                                                          | 橫手美智子 | 竹本昇     |
| 2007/04/01   | 7    | 舒巴舒巴跳舞吧！                   | - 五毒拳 - 臨獸蠍子拳 索莉莎 （聲：安達忍） - 臨獸蟾蜍拳 馬加 （聲：長嶝高士）                                                       | 荒川稔久   | 中澤祥次郎 |
| 2007/04/08   | 8    | 咕嘟咕嘟…一直咕嘟咕嘟              | - 五毒拳 - 臨獸蠍子拳 索莉莎 （聲：安達忍） - 臨獸蟾蜍拳 馬加 （聲：長嶝高士）                                                       | 荒川稔久   | 中澤祥次郎 |
| 2007/04/15   | 9    | 肯納肯納的女人                     | - 五毒拳 - 臨獸蛇拳 布拉科 （聲：安井邦彦） - 臨獸蜈蚣拳 卡德姆 （聲：下山吉光） - 臨獸壁虎拳 摩利也 （聲：坂口候一）                | 吉村元希   | 諸田敏     |
| 2007/04/22   | 10   | 扎那扎那襲擊！首次的派遣           | - 臨獸穿山甲拳 姆贊科塞 （聲：秋元羊介）                                                                                             | 橫手美智子 | 諸田敏     |
| 2007/04/29   | 11   | 烏加烏加！獸拳武裝                 | - 臨獸穿山甲拳 姆贊科塞 （聲：秋元羊介）                                                                                             | 橫手美智子 | 竹本昇     |
| 2007/05/06   | 12   | 佐瓦佐瓦！臨獸拳，修行開始         | - 臨獸鰻魚拳 那基尤 （聲：難波圭一）                                                                                                 | 會川昇     | 竹本昇     |
| 2007/05/13   | 13   | 欣欣！精靈之舞                     | - 臨獸鴉拳 拉斯卡（修行之13-14） （聲：河本邦弘） - 臨獸鶴拳 魯茲 （聲：松野太紀）                                                   | 吉村元希   | 辻野正人   |
| 2007/05/20   | 14   | 尼茲尼茲！捨棄技能                 | - 臨獸鴉拳 拉斯卡（修行之13-14） （聲：河本邦弘） - 臨獸鶴拳 魯茲 （聲：松野太紀）                                                   | 吉村元希   | 辻野正人   |
| 2007/05/27   | 15   | 賀瓦賀瓦！母職                     | - 臨獸鴉拳 拉斯卡（修行之13-14） （聲：河本邦弘） - 臨獸鶴拳 魯茲 （聲：松野太紀）                                                   | 橫手美智子 | 諸田敏     |
| 2007/06/03   | 16   | 茲利茲利！臨獸殿，課外教學         | - | 橫手美智子 | 諸田敏     |
| 2007/06/10   | 17   | 轟隆轟隆！師徒之情                 | - 臨獸寄居蟹拳 度加利亞 （聲：堀之紀）                                                                                               | 會川昇     | 渡邊勝也   |
| 2007/06/24   | 18   | 鯊健健！身體，強健                 | - 臨獸寄居蟹拳 度加利亞 （聲：堀之紀）                                                                                               | 會川昇     | 渡邊勝也   |
| 2007/07/08   | 19   | 戈堅戈堅！與理央對決               | - 臨獸青蛙拳 艾魯卡（修行之19） （聲：石野龍三） - 臨機兵（修行之19、21） - 臨獸獨角仙拳 布多卡 - 臨獸鍬形蟲拳 瓦達塔庫              | 橫手美智子 | 竹本昇     |
| 2007/07/15   | 20   | 激裘激裘！三角對抗戰               | - 臨獸青蛙拳 艾魯卡（修行之19） （聲：石野龍三） - 臨機兵（修行之19、21） - 臨獸獨角仙拳 布多卡 - 臨獸鍬形蟲拳 瓦達塔庫              | 橫手美智子 | 竹本昇     |
| 2007/07/22   | 21   | 畢激畢激畢激畢激！過激的過激氣     | - 臨獸青蛙拳 艾魯卡（修行之19） （聲：石野龍三） - 臨機兵（修行之19、21） - 臨獸獨角仙拳 布多卡 - 臨獸鍬形蟲拳 瓦達塔庫              | 橫手美智子 | 諸田敏     |
| 2007/07/29   | 22   | 裘依裘依！與名人的約會             | - 臨獸家豬拳 塔普 （聲：廣川太一郎）                                                                                                 | 會川昇     | 諸田敏     |
| 2007/08/05   | 23   | 格雷格雷！女番長隊長               | - 臨獸豪豬拳 馬拉希亞 （聲：近藤孝行）                                                                                               | 荒川稔久   | 渡邊勝也   |
| 2007/08/12   | 24   | 加魯加魯！真驚訝，我的弟弟！？     | - 臨獸狒狒拳 唏唏 （聲：島田敏） | 橫手美智子 | 渡邊勝也   |
| 2007/08/19   | 25   | 希涅希涅！我的紫激氣               | - 臨獸狒狒拳 唏唏 （聲：島田敏） | 會川昇     | 竹本昇     |
| 2007/08/26   | 26   | 哦哈哦哈！煩惱諮詢                 | - 怒臨機兵 - 臨獸獨角仙拳 布多卡 - 臨獸鍬形蟲拳 瓦達塔庫                                                                             | 會川昇     | 竹本昇     |
| 2007/09/02   | 27   | 貝倫貝倫！灼熱實況                 | - 臨獸射水魚拳 普奧特 （聲：松本大）                                                                                                 | 中島一基   | 中澤祥次郎 |
| 2007/09/09   | 28   | 咇希咇希咇甘喔！                   | - 臨獸鱷魚拳 尼瓦 （聲：酒井敬幸）                                                                                                   | 橫手美智子 | 中澤祥次郎 |
| 2007/09/16   | 29   | 古達古達希涅希涅！購物             | - 臨獸鴕鳥拳 喬達（修行之29） （聲：内匠靖明） - 喬達的分身（修行之30） （聲：内匠靖明）                                             | 荒川稔久   | 諸田敏     |
| 2007/09/23   | 30   | 些些與多多的女人                   | - 臨獸鴕鳥拳 喬達（修行之29） （聲：内匠靖明） - 喬達的分身（修行之30） （聲：内匠靖明）                                             | 荒川稔久   | 諸田敏     |
| 2007/09/30   | 31   | 我們姆尼姆尼！                     | - 臨獸狐狸拳 裘涅基 （聲：高戶靖廣） - 裘涅基的分身 （聲：高戶靖廣）                                                                 | 小林雄次   | 渡邊勝也   |
| 2007/10/07   | 32   | 索瓦基索瓦可！集結，獸源鄉         | - | 橫手美智子 | 渡邊勝也   |
| 2007/10/14   | 33   | 夫涅夫涅牢靠！功夫忠臣藏           | - 臨獸鮟鱇拳 姆可瓦 （聲：大林勝）                                                                                                   | 荒川稔久   | 中澤祥次郎 |
| 2007/10/21   | 34   | 高瓦高瓦的戴恩戴恩！獸拳巨神，登埸 | - | 橫手美智子 | 中澤祥次郎 |
| 2007/10/28   | 35   | 喬安喬安！獸力開花                 | - | 橫手美智子 | 諸田敏     |
| 2007/11/04   | 36   | 姆裘姆裘！怪盜三姊妹               | - 落後之臨屍 （聲：鹽野勝美） | 小林雄次   | 諸田敏     |
| 2007/11/11   | 37   | 干安干安！相親不用多說             | - 幻獸凱托斯拳 戈尤 （聲：喜山茂雄）                                                                                                 | 橫手美智子 | 加藤弘之   |
| 2007/11/18   | 38   | 比巴比巴！另一個烈                 | - 幻獸弥诺陶洛斯拳 西尤 （聲：真殿光昭） - 西尤的分身 （聲：真殿光昭） - 烈的分身 （演：高木心平） - 豪的分身 （演：三浦力（分飾）） | 加藤弘之   | 加藤弘之   |
| 2007/11/25   | 39   | 烏羅烏羅！不回家的小孩們           | - 幻獸獨角獸拳 哈克 （聲：古島清孝）                                                                                                 | 小林雄次   | 中澤祥次郎 |
| 2007/12/02   | 40   | 頭腦，百甘！衝擊的真相             | - | 橫手美智子 | 中澤祥次郎 |
| 2007/12/09   | 41   | 啜西啜西！已經不行                 | - 幻獸尋水獸拳 蘇喬 （聲：津久井教生） - 幻獸摩羯拳 多羅 （聲：稻田徹）                                                              | 荒川稔久   | 竹本昇     |
| 2007/12/16   | 42   | 瓦西瓦西克服吧！                   | - 幻獸尋水獸拳 蘇喬 （聲：津久井教生） - 幻獸摩羯拳 多羅 （聲：稻田徹）                                                              | 荒川稔久   | 竹本昇     |
| 2007/12/23   | 43   | 哈皮哈皮！聖誕快樂，喔             | - 幻獸哈奴曼拳 蕭恩 （聲：柴本浩行） - 蕭恩的分身 （聲：柴本浩行）                                                                   | 小林雄次   | 諸田敏     |
| 2008/01/06   | 44   | 瓦夫瓦夫！爸爸的旋律               | - 幻獸刻耳柏洛斯拳 寇 （聲：安井邦彦）                                                                                               | 橫手美智子 | 諸田敏     |
| 2008/01/13   | 45   | 皮金！宿命之對決                   | - 幻獸凱托斯拳 戈尤 （聲：喜山茂雄）                                                                                                 | 橫手美智子 | 諸田敏     |
| 2008/01/20   | 46   | 嘎瓦嘎瓦的記憶                     | - 幻獸皮克西拳 希佐 （聲：潘惠子）                                                                                                   | 荒川稔久   | 竹本昇     |
| 2008/01/27   | 47   | 皮卡皮卡！我的道路                 | - | 荒川稔久   | 竹本昇     |
| 2008/02/03   | 48   | 沙瓦沙瓦！現在拳斷                 | - | 橫手美智子 | 中澤祥次郎 |
| 2008/02/10   | 49   | 津津！獸拳是，永遠…                | - | 橫手美智子 | 中澤祥次郎 |

## 音樂
片頭曲：
作詞：及川眠子
作曲：岩崎貴文
編曲：京田誠一
演唱：谷本貴義；Young Fresh（合唱部分）
片尾曲：（修行之39-45除外）
作詞：藤林聖子
作曲：前田克樹
編曲：三宅一德
演唱：水木一郎；Young Fresh（合唱部分）
插曲：

作詞：八手三郎
作曲、編曲：傑克·傳約爾
演唱：Sister MAYO

作詞：藤林聖子
作曲、編曲：三宅一德
演唱：宮內堂千

作詞、作曲、編曲、演唱：谷本貴義

作詞：藤林聖子
作曲、編曲：岩崎貴文
演唱：成田賢

作詞：齋藤謙策
粵語譯詞：汪以文
作曲、編曲：傑克·傳約爾
演唱：齋藤謙策；高取秀明 與 臨屍們（合唱部分）

作詞：藤林聖子　作曲、編曲：田代智一
演唱：Master·夏傅（永井一郎）、Young Fresh

作詞：桑原永江
作曲、編曲：山下康介
演唱：Young Fresh

作詞：及川眠子
作曲：岩崎貴文
編曲：京田誠一
演唱：MIQ

作詞：桑原永江
作曲：高取秀明
編曲：籠島裕昌
演唱：石原慎一；Z旗（演奏部分）

作詞：藤林聖子
作曲、編曲：傑克·傳約爾
演唱：串田晃

作詞：荒川稔久
作曲、編曲：渡邊宙明
電腦合成：大石憲一郎
演唱：水木一郎

作詞、作曲、編曲：谷本貴義
演唱：水木一郎、谷本貴義
角色曲：
此作每首角色曲則以「角色曲7回合勝負」之主題作為修行之39-45的片尾曲。
（修行之39）
作詞：藤林聖子
作曲：加藤簷
編曲：小川真司
演唱：漢堂將（鈴木裕樹）
（修行之40）
作詞：福井未菜
作曲、編曲：村松哲也
演唱：宇崎蘭（福井未菜）
（修行之41）
作詞：谷本貴義
作曲、編曲：平川達也
演唱：深見烈（高木万平）
（修行之42）
作詞、作曲：高取秀明
編曲：川瀨智
演唱：深見豪（三浦力）
（修行之43）
作詞：桑原永江
作曲：菊池俊輔
編曲：大石憲一郎
演唱：久津健（聰太郎）
（修行之44）
作詞：平田裕香
作曲、編曲：髙見優
演唱：梅麗（平田裕香）
（修行之45）
作詞、作曲、編曲：岩崎貴文
演唱：理央（荒木宏文）

## 其他相關媒體
《電影版 獸拳戰隊激氣連者 NEINEI!HOHO!香港大決戰》
此作的獨立劇場版，於2007年8月4日上映。承接作品的功夫片元素，此劇場版亦以功夫片發祥地香港作為背景。
VS系列：
《獸拳戰隊激氣連者VS冒險者》
此作與《轟轟戰隊冒險者》的聯動作品，於2008年3月14日發售。
《劇場版 炎神戰隊Go-onger VS 激氣連者》
此作與《炎神戰隊Go-onger》的聯動作品，於2009年1月24日上映。

## 超級英雄時間相關條目
- 《假面騎士電王》

## 海外播放

### 台灣
台灣八大戲劇台曾於2009年11月1日至2010年10月3日期間每週日上午8時首播國語配音版，並於當天下午3時30分重播。

### 香港
香港無綫電視翡翠台曾於2010年3月14日至2011年3月6日期間每週日上午9時30分首播粵語配音版。

## 外部連結
- 獣拳戦隊ゲキレンジャーテレビ朝日 （页面存档备份，存于）
- 獣拳戦隊ゲキレンジャー東映